# Adolf Held
Adolf Held (* 10. Mai 1844 in Würzburg; † 25. August 1880 im Thunersee) war ein deutscher Nationalökonom.

## Leben
Adolf Held war Sohn des bekannten Würzburger Staatsrechtlers Joseph Held (1815–1890) und Neffe des Vorsitzenden des Ministerrates des Königreichs Bayern, Adolph von Pfretzschner. Er studierte an den Universitäten in München und Würzburg Rechts- und Staatswissenschaften. 1865 legte er das juristische Staatsexamen ab und promovierte 1866 in Würzburg mit dem Thema „Careys Sozialwissenschaft und das Merkantilsystem“ zum „doctor rerum politicarum“. Dann fand er eine Anstellung in Ernst Engels Seminar des preußischen statistischen Bureaus in Berlin und habilitierte sich 1867 mit einer Abhandlung „Zur Lehre der Überwälzung der Steuern“ in Bonn für Nationalökonomie. 1868 wurde er außerordentlicher Professor, 1872 in Bonn Ordinarius für Staatswissenschaften. Zum April 1880 wurde er an die Universität zu Berlin als ordentlicher Professor „versetzt“ und zugleich als „Lehrer der Nationalökonomie“ an das dortige „landwirthschaftliche Lehrinstitut berufen“ mit „einer etatsmäßigen Besoldung von Sechstausend Mark jährlich“.
Held war Mitglied des Vereins für Socialpolitik, seit 1873 dessen Sekretär und gehörte dem rechten Flügel des sogenannten Kathedersozialismus an. Held war ein „eifriger Patriot“ und „national gesinnt“. Während des Deutsch-Französischen Krieges 1870/71 diente er beim Roten Kreuz. Held bekannte sich zum Altkatholizismus.
Während eines Ferienaufenthaltes in der Schweiz ertrank Adolf Held am 25. August 1880 bei einer Kahnfahrt auf dem Thunersee.

## Familie
Adolf Held heiratete 1869 Elise Uellenberg.

## Wirkung
Mit seiner Arbeit über Henry Charles Carey macht Held das deutsche Publikum erstmals mit dem amerikanischen Vulgärökonomen, wie Karl Marx ihn nannte, und dessen Auseinandersetzung mit der Rententheorie von David Ricardo bekannt. In einer zeitgenössischen Rezension wurde seine Dissertation als „ein sehr viel versprechender Erstling“ bezeichnet.
Sein Hauptinteresse galt den Arbeiterverhältnissen der damaligen Zeit. So versuchte er mit den rheinischen Arbeitgebern seine Positionen in der Zeitschrift „Concordia“ deutlich zu machen. Er bekannte sich ausdrücklich als Kathedersozialist. Sein persönlicher Einfluss z. B. im  „Verein für Socialpolitik“ war stärker als die Wirkung seiner Schriften. Da er nur zwei Jahre als Professor wirken konnte, ist sein Wirken auf die deutsche Nationalökonomie nur beschränkt.

## Werke
- Careys Sozialwissenschaft und das Merkantilsystem. Würzburg 1866 online
- Adam Smith und Smith und Quetelet. Jena 1867 (auch in: Jahrbücher für Nationalökonomie und Statistik, 1867, S. 249–279)
- Die ländlichen Darlehenskassenvereine in der Rheinprovinz und ihre Beziehungen zur Arbeiterfrage. Jena 1869.
- Noch einmal über den Preis des Geldes. Ein Beitrag zur Münzefrage. Jena 1871.
- Die Einkommensteuer. Finanzwissenschaftliche Studien zur Reform der directen Steuern in Deutschland. Marcus, Bonn 1872
- Lassalle und seine Nachfolger. Vortrag gehalten im Bonner Bildungsverein am 9. März 1873. Beusser, Bonn 1873
- Zwei Bücher zur socialen Geschichte Englands. Leipzig 1873 (Reprint Auvermann, Glashütten i. Ts. 1975) (Zwei Bücher zur sozialen Geschichte Englands. Aus dem Nachlaß herausgegeben von Georg Friedrich Knapp. Mit dem Bildnis des Verfassers. Duncker & Humblot, Leipzig 1881)
- Die deutsche Arbeiterpresse der Gegenwart. Leipzig 1873.
- Grundriß für Vorlesungen über Nationalökonomie. Zum Gebrauche seiner Zuhörer verfasst. 2. Auflage. Bonn 1878
- Die Quintessenz des Kathedersocialismus von M. Block, Berlin 1878. Bonn 1878.
- Socialismus, Socialdemokratie und Socialpolitik. Duncker & Humblot, Leipzig 1877 (2. Aufl. 1878)